# Yu-Gi-Oh! The Sacred Cards
Yu-Gi-Oh! The Sacred Cards es un videojuego de Game Boy Advance basado en el anime Yu-Gi-Oh! desarrollado y publicado por Konami. Se lanzó por primera vez en Japón el 4 de julio de 2002. Se lanzó en Norteamérica el año siguiente y en Europa el año siguiente.
A diferencia de la mayoría de los juegos de Yu-Gi-Oh! anteriores, este juego tiene una historia. Está basado en el arco de Battle City del anime. El jugador asume el papel de amigo de Yugi Muto mientras compiten en el torneo Battle City.

## Jugabilidad
Las reglas del juego son ligeramente diferentes a las del juego de cartas real. Se parecen a las reglas de Yu-Gi-Oh! Dark Duel Stories, basadas en las reglas prototipo que se estaban considerando cuando el juego de cartas se transfirió por primera vez del manga. A diferencia del juego real, existe una regla elemental. Por ejemplo, el agua vence al fuego, la electricidad vence al agua. Además, hay una notable ausencia de fases de juego y se han eliminado numerosos efectos de cartas. o cambiado.

## Argumento
El juego comienza cuando el jugador y sus dos amigos, Yugi Moto y Joey Wheeler se están preparando para el torneo Battle City del juego de cartas conocido como Duel Monsters. Para ganar el torneo, el jugador debe obtener seis Tarjetas de localización que se reciben después de vencer a ciertos personajes en Duel Monsters. Una vez obtenidos todos los localizadores, el jugador pasa a la final.
Sin embargo, una persona misteriosa llamada Marik tiene una banda de ladrones de cartas conocida como Ghouls que está usando para perturbar Battle City y obtener las tres cartas de Dios egipcio para llevar al mundo a la oscuridad. Los Ghouls finalmente se apoderan de toda la ciudad. Incluso el dueño de la tienda de cartas trabaja para Marik e intenta matar al jugador. Luego, el jugador se encuentra con un personaje llamado Ishizu Ishtar. Ella desafía al jugador a un Duelo para ver si es lo suficientemente fuerte como para empuñar una Carta de Dios Egipcio. Después de ser derrotada, el jugador debe vencer a Seto Kaiba, la persona que organizó el torneo, para poder obtener la primera carta de Dios.
Después de que el jugador llega a la final que se lleva a cabo en un dirigible, se enfrenta a Marik. Después de que golpean a Marik, se descubre que en realidad no era Marik. En realidad era uno de los sirvientes de Marik. El verdadero Marik era la persona que el jugador conoció anteriormente en el juego y que se convirtió en uno de los amigos de Yugi: Namu. Entonces, Marik comienza a robar las almas de aquellos a quienes golpea. Después de que Marik derrota a Kaiba, el jugador debe desafiar a Yugi. Después de que Yugi sea derrotado, el jugador debe enfrentarse a Marik. El juego no se puede guardar una vez finalizado, por lo que una vez finalizado el juego, el jugador reiniciará en el último punto de guardado.

## Recepción
Yu-Gi-Oh! The Sacred Cards recibió críticas "mixtas" según el agregador de reseñas Metacritic.
Sin embargo, el juego vendió casi 1 millón de unidades, con 750.000 copias en Estados Unidos y más de 238,000 en Japón, y recibió una secuela conocida como Yu-Gi-Oh! Reshef de la Destrucción. Su secuela aumentó la dificultad y la duración del juego al aumentar las restricciones de las cartas.
En los Estados Unidos, vendió 750.000 copias y ganó 22 millones de dólares en agosto de 2006. Durante el período comprendido entre enero de 2000 y agosto de 2006, fue el 27º juego más vendido lanzado para Game Boy Advance, Nintendo DS  o PlayStation Portable en ese país.